# Гифтопулос, Илиас
Или́ас Панайо́тис Гифто́пулос (греч. Ηλίας Παναγιώτης Γυφτόπουλος, англ. Elias Panayiotis Gyftopoulos; 4 июля 1927, дер. Стемница, Аркадия, Пелопоннес, Греция — 23 июня 2012, Линкольн, Массачусетс, США) — греко-американский физик и инженер, пионер термодинамики. Профессор-эмерит Массачусетского технологического института (MIT). Всемирно известный специалист в области ядерной физики и инженерии, термодинамики, материаловедения и ядерной безопасности. Член Американского ядерного общества (1966), Американской академии искусств и наук (1966), член-корреспондент Афинской академии наук (1970), член Национальной инженерной академии (1981), Американского общества инженеров-механиков (1986) и Американской ассоциации содействия развитию науки (2004). Являлся советником по вопросам энергетики правительств Греции (1961—1963) и США (в том числе Брукхейвенской национальной лаборатории, Национальной лаборатории имени Лоуренса в Беркли и Лос-Аламосской национальной лаборатории), а также нескольких промышленных концернов, включая Thermo Electron, Phillips Petroleum, Combustion Engineering и Colt Industries. Один из первых выпускников MIT родом из Греции. Почётный доктор Афинского национального технического университета (1992), Университета Дэлхаузи (1997) и Университета Патр (2001). Командор Ордена Почёта (Греция, 1996).

## Биография
Родился в деревне Стемница на Пелопоннесе (Греция). Мать Илиаса умерла от туберкулёза, когда он был совсем маленьким, и вместе с отцом мальчик переехал в Афины. Отец Илиаса владел небольшой бакалейной лавкой в Афинах.
В 1948—1951 годах служил в Военно-морских силах Греции в качестве электротехника, параллельно был студентом Афинского национального технического университета.
Окончил Афинский национальный технический университет (бакалавр машиностроения и электротехники, 1953) и Массачусетский технологический институт (доктор философии в области электротехники, 1958).
В 1953—2012 годах — научный ассистент (1953—1955), преподаватель (1955—1958), ассистент-профессор (1958—1961), ассоциированный профессор (1961—1965), профессор (1965—1996), и. о. заведующего департаментом ядерной инженерии (до 1960 года — электротехники) (1968—1969), профессор-эмерит MIT (1996—2012).
В ноябре 1958 года MIT посетила королева Греции Фредерика. Кроме прочих её сопровождали Джордж Хадзопулос и Илиас Гифтопулос.
В 1963 году получил гражданство США.
В 1975—1981 годах — первый председатель (1975—1978) и консультант (1978—1981) Национального энергетического совета Греции, учреждённого премьер-министром Константиносом Караманлисом в период метаполитефси (после падения Режима полковников). Гифтопулос был одним из первых, кто отозвался на приглашение Караманлиса, и на фоне нефтяного кризиса 1973 года — первого и крупнейшего мирового энергетического кризиса, — возглавив Национальный энергетический совет, стал разработчиком первой рациональной энергетической политики для Греции, которая на протяжении многих последующих лет способствовала принятию стратегических решений правительствами страны и энергетическими структурами.
В начале своей работы в MIT занялся изучением безопасности и контроля ядерных реакторов, однако после знакомства с учёными Джорджем Хадзопулосом и Джозефом Г. Кинаном переключился на исследования в области термодинамики.
Будучи одним из лидеров греческой общины Бостона, оказывал поддержку многим местным студентам греческого происхождения, в том числе способствовал поступлению в MIT греков из Греции и содействовал их дальнейшей карьере.
Являлся попечителем Анатолийского колледжа (1971—1987) и Американской сельскохозяйственной школы (1976—1985) (Фессалоники, Греция), а также Греческой православной богословской школы Святого Креста (1972—1980, 1996—1997, 2000).
Многие статьи и книги Гифтопулоса переведены на несколько языков. Соавтор научных книг по геофизике на греческом языке.
Являлся членом советов директоров нескольких частных компаний и некоммерческих организаций, включая Thermo BioAnalysis (1995—2000), Thermo Cardiosystems (1994—2001), Thermo Electron (1976—2001), Thermo Remediation (1994—2000), Thermo Spectra (1994—2000), Thermo Voltek (1994—1999), Trex Medical и др.

## Личная жизнь
В браке с Артемис Гифтопулу (ум. 2011) имел трёх дочерей.

## Награды и почести
- Ruth and Joel Spira Award (Инженерная школа MIT)
- 1995 — James Harry Potter Gold Medal (Американское общество инженеров-механиков)
- 1997 — награда «За личные достижения» (фонд «Греческий дух»)
- 2000 — награда «За научные достижения» (Американо-греческий институт)
- 2001 — Edward F. Obert Award (Американское общество инженеров-механиков)
- 2002 — Robert Henry Thurston Lecture Award (Американское общество инженеров-механиков)
- 2004 — почётный член литературного общества «Парнас»[англ.] (Греция)
- и др.[9]

## Память
В 2012 году дочерьми Илиаса Гифтопулоса был создан веб-сайт eliasgyftopoulos.org, на страницах которого собрана информация о жизни и деятельности учёного.

## Публикации

### Книги
- G.N. Hatsopoulos and E.P. Gyftopoulos Thermionic Energy Conversion, Vol. 1, Processes and Devices MIT Press (1973)
- E.P. Gyftopoulos, L.J. Lazaridis, and T.F. Widmer Potential Fuel Effectiveness in Industry (Report to The Ford Foundation Energy Policy Project) Ballinger Publishing Co. (1974)
- G.N. Hatsopoulos and E.P. Gyftopoulos Thermionic Energy Conversion, Vol. 2, Theory, Technology, and Application MIT Press (1979)
- E.P. Gyftopoulos, Editor-in-Chief Industrial Energy Conservation Manuals, Volumes 1 to 17, MIT Press (1982)
- E.P. Gyftopoulos and G.P. Beretta Thermodynamics: Foundations and Applications Macmillan Publishing Co. (1991) Reissued by Dover Publications, 2005 and 2010. 756 pages. ISBN 0-486-43932-1
- E.P. Gyftopoulos and G.P. Beretta Thermodynamics: Foundations and Applications, Translation in Greek. Tziolas Publications, Thessaloniki, Greece, 2007, 1015 pages, ISBN 978-960-418-137-7[17]

### Избранные статьи
- E.P. Gyftopoulos and L.G. DeSobrino Variational Calculation of Control Rod Reactivity Nuclear Sci. & Eng., 6, pp. 135–139 (1959)
- E.P. Gyftopoulos and H.B. Smets Transfer Functions of Distributed Parameter Nuclear Reactor Systems Nuclear Sci. & Eng., 5, pp. 405–414 (1959)
- H.B. Smets and E.P. Gyftopoulos The Application of Topological Methods to the Kinetics of Homogeneous Reactors Nuclear Sci. & Eng., 6, pp. 341–349 (1959)
- E.P. Gyftopoulos Nuclear Energy and Economic Growth Chimica Chronica, 25B, pp. 1–7 (1960)
- E.P. Gyftopoulos and J. Devooght Boundedness and Stability in Nonlinear Reactor Dynamics Nuclear Sci. & Eng., 7, pp. 533–540 (1960)
- E.P. Gyftopoulos Physical and Mathematical Aspects of Quantum Theory and the Wave Function Chimica Chronica, 25A, pp. 165–174 (1960)
- E.P. Gyftopoulos and J. Devooght Effect of Delayed Neutrons on Nonlinear Reactor Stability Nuclear Sci. & Eng., 8, pp. 244–250 (1960)
- E.P. Gyftopoulos and P.M. Coble A Digital Nuclear Reactor Control System Trans. AlEE, No. 51, pp. 305–313 (1960)
- E.P. Gyftopoulos Applications of Geometric Theory to Nonlinear Reactor Dynamics Nuclear Sci. & Eng., 10, pp. 254–258 (1961)
- E.P. Gyftopoulos and J. Devooght On the Range of Validity ofNonlinear Reactor Dynamics Nuclear Sci. & Eng., 10, 4, pp. 272–376 (1961)
- J.D. Balcomb, H.B. Demuth, and E.P. Gyftopoulos A Cross-Correlation Method for Measuring the Impulse Response of Reactor Systems Nuclear Sci. & Eng., 11, pp. 159–166 (1961)
- E.P. Gyftopoulos and J.D. Levine Work Function Variation of Metals Coated by Metallic Films Jour. of Appl. Phys., 33, pp. 67–73 (1962)
- E.P. Gyftopoulos and G. N. Hatsopoulos Thermionic Nuclear Reactors IEEE Trans., 82, pp. 108–116 (1963)
- E.P. Gyftopoulos Stability Criteria for a Class of Nonlinear Systems J. of Information and Control, 6, pp. 276–396 (1963)
- J.D. Levine and E.P. Gyftopoulos Adsorption Physics of Metals Partially Coated by Metallic Particles. Part 1: Atom and Ion Desorption Energies Surface Science, I, pp. 171–193 (1964)
- J.D. Levine, and E.P. Gyftopoulos Adsorption Physics of Metals Partially Coated by Metallic Particles. Part II: Desorption, Vaporization and Sublimation Rates Surface Science, I, pp. 225–241 (1964)
- J.D. Levine and E.P. Gyftopoulos Adsorption Physics of Metals Partially Coated by Metallic Particles. Part III: Equations of State and Electron Emission S-curves Surface Science, I, pp. 349–360 (1964)
- E.P. Gyftopoulos Work Function in the System Thorium Rhenium J. Appl. Phys., 35, p. 464 (1964)
- G.C. Theodoridis, and E.P. Gyftopoulos Cesium Ion Beam Neutralization with Energetic Electrons J. of AIAA, 3, pp. 1414–1417, August (1965)
- H.L. Witting and E.P. Gyftopoulos An Ionization Process in a Low-Energy Cesium Plasma J. Appl. Phys., 36, pp. 1328–1337, April (1965)
- D.R. Wilkins and E.P. Gyftopoulos Thermionic Converters Operating in the Ignited Mode. Part I: Theoretical Output Current Characteristics J. Appl. Phys., 37, pp. 2888–2891 (1966)
- D.R. Wilkins and E.P. Gyftopoulos Thermionic Converters Operating in the Ignited Mode. Part II: A Quasi-Equilibrium Model for the Interelectrode Plasma J. Appl. Phys., 37, pp. 2892–2899 (1966)
- S.H. Kyong and E.P. Gyftopoulos A Direct Method for a Class of Optimal Control Problems IEEE Trans. on Automatic Control, AC-13, pp. 240–245 (1968)
- D.R. Wilkins and E.P. Gyftopoulos Transport Phenomena in Low-Energy Plasmas J. Appl. Phys., 37, pp. 3533–3540 (1966)
- E.P. Gyftopoulos Theoretical and Experimental Criteria for Nonlinear Reactor Stability Nuclear Sci. & Eng., 26, pp. 26–33 (1966)
- D.R. Wilkins and E.P. Gyftopoulos Theory of Thermionic Converter Extinguished Mode Operation with Applications to Converter Diagnostics J. Appl. Phys., 38, pp. 12–18 (1967)
- L.R. Foulke and E.P. Gyftopoulos Application of the Natural Mode Approximation to Space Time Reactor Problems Nuclear Sci. & Eng., 30, pp. 419–435 (1967)
- E.P. Gyftopoulos and G.N. Hatsopoulos Quantum-Thermodynamic Definition of Electronegativity Proc. National Academy of Sciences, 60, pp. 786–793 (1968)
- J.H. Keenan, E.P. Gyftopoulos, and G.N. Hatsopoulos The Fuel Shortage and Thermodynamics: The Entropy Crisis in Energy: Demand, Conservation, and Institutional Problems, Chapter 34, edited by M.S. Macrakis, MIT Press, pp. 455–466 (1974)
- R.L. Moore, E.P. Gyftopoulos, F.C. Schweppe, and L.A. Gould Adaptive Coordinated Control for Nuclear Power Plant Load Changes Transactions IEEE Power Apparatus and System, PAS93, Issue 1, 1973 Power Industry Computer Application Conference, Transactions Paper Abstracts, p. 4, pp. 180–186 (1973)
- C.P. Tzanos, E.P. Gyftopoulos, and M.J. Driscoll Optimization of Material Distributions in Fast Reactor Cores Nuclear Sci. & Eng., 52, pp. 84–94 (1973)
- J.H. Keenan, G.N. Hatsopoulos, and E.P. Gyftopoulos Encyclopedia Britannica entry on «Thermodynamics, Principles of» Encyclopedia Britannica (1974 edition), pp. 290–315 (1974)
- G.N. Hatsopoulos and E.P. Gyftopoulos A Unified Quantum Theory of Mechanics and Thermodynamics. Part I: Postulates Found. Phys., 6, 1, pp. 15–31 (1976)
- G.N. Hatsopoulos and E.P. Gyftopoulos A Unified Quantum Theory of Mechanics and Thermodynamics. Part IIa: Available Energy Found. Phys., 6, 2, pp. 127–141 (1976)
- G.N. Hatsopoulos and E.P. Gyftopoulos A Unified Quantum Theory of Mechanics and Thermodynamics. Part IIb: Stable Equilibrium States Found. Phys., 6, 4, pp. 439–455 (1976)
- G.N. Hatsopoulos and E.P. Gyftopoulos A Unified Quantum Theory of Mechanics and Thermodynamics. Part III: Irreducible Quantal Dispersions Found. Phys., 6, 5, pp. 561–570 (1976)
- E.P. Gyftopoulos, G.N. Hatsopoulos, and T.F. Widmer Increased Efficiency in Manufacturing: What Can Be Done Professional Engineer, pp. 21–23, September (1977)
- I. Papazoglou and E.P. Gyftopoulos Markov Processes for Reliability Analyses of Large Systems IEEE Transactions on Reliability, R-26, 3, pp. 232–237, August (1977)
- T.F. Widmer and E.P. Gyftopoulos Energy Conservation and a Healthy Economy MIT Technology Review, pp. 1–12, June (1977)
- G.N. Hatsopoulos, E.P. Gyftopoulos, R. Sant, and T.F. Widmer Capital Investment to Save Energy Harvard Business Review, March (1978)
- E.P. Gyftopoulos Energy: Everybody’s Business Forbes Magazine, September 3 (1979)
- M. Benedict and E.P. Gyftopoulos Economic Selection of the Components of an Air Separation Process in Thermodynamics: Second Law Analysis, ACS Symposium Series 122, pp. 61–76 (1980)
- E.P. Gyftopoulos and G.N. Hatsopoulos The Laws of Thermodynamics: A Necessary Complement to Quantum Physics in "Thermodynamics: Second Law Analysis, ACS Symposium Series 122, pp. 257–274 (1980)
- E.P. Gyftopoulos and T.F. Widmer Availability Analysis: The Combined Energy and Entropy Balance in "Thermodynamics: Second Law Analysis, ACS Symposium Series 122, pp. 61–76 (1980)
- E.P. Gyftopoulos and T.F. Widmer Benefit-Cost of Energy Conservation in "Thermodynamics: Second Law Analysis, ACS Symposium Series 122, pp. 131–142 (1980)
- I.A. Papazoglou and E.P. Gyftopoulos Markovian Reliability Analysis Under Uncertainty with an Application on the Shutdown System of the Clinch River Breeder Reactor Nuclear Sci. & Eng., 73, pp. 1–18 (1980)
- E.P. Gyftopoulos and T.F. Widmer Cost-Effective Waste Energy Utilization Annual Reviews of Energy, Volume 7, pp. 293–328 (1982)
- G.P. Beretta, E.P. Gyftopoulos, J.L. Park, and G.H. Hatsopoulos Quantum Thermodynamics: A New Equation of Motion for a Single Constituent of Matter Il Nuovo Cimento, 82 B, pp. 169–191 (1984)
- G.P. Beretta, E.P. Gyftopoulos, and J.L. Park Quantum Thermodynamics: A New Equation of Motion for a General Quantum System II Nuovo Cimento, 87 B, pp. 77–97 (1985)
- E.P. Gyftopoulos and W.J. DiBartola Energy Conservation and Productivity Improvements in Steel Plants Energy, 12, 1183 (1987)
- E.P. Gyftopoulos Temperature: A Matter of Degrees Letter to the Editor, Physics Today, pp. 148–149, September (1988)
- E.P. Gyftopoulos and J.L. Park Are There Foolish Questions in Quantum Physics Letter to the Editor, Physics Today, pp. 98–99, April (1989)
- G.P. Beretta and E.P. Gyftopoulos Teaching Energy and Entropy Before Temperature and Heat Atti dell' Accademia Peloritana dei Pericolanti, Messina, Vol. LXX, pp. 331–340 (1992)
- E.P. Gyftopoulos and G.P. Beretta New Developments in Thermodynamics (in Japanese) (see here the original text in English) Journal of the Japan Society of Mechanical Engineers, 96, 892, pp. 210–214 (1993)
- E.P. Gyftopoulos and G.P. Beretta Entropy Generation in a Chemically Reacting System J. of Energy Resources and Technology, 115, pp. 208–212 (1993)
- E.P. Gyftopoulos, M.I. Flik, and G.P. Beretta What Is Diffusion? J. of Energy Resources and Technology, 116, pp. 136–139 (1994)
- E.P. Gyftopoulos and E. Cubukcu Entropy: Thermodynamic Definition and Quantum Expression Phys. Rev. E 55, 4, pp. 3851–3858 (1997)
- E.P. Gyftopoulos Fundamentals of Analyses of Processes Energy Conversion and Management J. 38, No. 15-17, pp. 1525–1533 (1997)
- E.P. Gyftopoulos Thermodynamic Definition and Quantum-Theoretic Pictorial Illustration of Entropy J. of Energy Resources and Technology, 120, pp. 154–160 (1998)
- E.P. Gyftopoulos Pictorial Visualization of the Entropy of Thermodynamics Int. J. Thermal Sciences, 38, pp. 741–757 (1999)
- E.P. Gyftopoulos Maxwell’s and Boltzmann’s Triumphant Contributions to and Misconceived Interpretations of Thermodynamics International J. of Applied Thermodynamics, 1, (No. 1-4) pp. 9–19 (1998)
- E.P. Gyftopoulos Infinite Time (Reversible) Versus Finite Time (Irreversible) Thermodynamics: A Misconceived Distinction Energy, 24, pp. 10351039 (1999)
- E.P. Gyftopoulos Entropies of Statistical Mechanics and Disorder Versus the Entropy of Thermodynamics and Order J. Energy Resources and Technology, 123, pp. 110–118, (2001)
- E.P. Gyftopoulos On the Curzon-Ahlborn Efficiency and its Lack of Connection to Power Producing Processes J. Energy Conversion and Management, 43, 5, pp. 609–615 (2002)
- E.P. Gyftopoulos Maxwell’s demon. Part I: A thermodynamic exorcism Physica A, 307, pp. 405–420 (2002)
- E.P. Gyftopoulos Maxwell’s demon. Part II: A quantum-theoretic exorcism Physica A, 307, pp. 421–436 (2002)
- E.P. Gyftopoulos and M.R. von Spakovsky Quantum-Theoretic Shapes of Constituents of Systems in Various States J. Energy Resources and Technology, 1, pp. 1–8 (2003)
- E.P. Gyftopoulos A tribute to energy systems scientists and engineers lnt. J. Thermodynamics, Vol. 6, pp. 49–57 (2003)
- G.P. Beretta and E.P. Gyftopoulos Thermodynamic derivations of conditions for chemical equilibrium and reciprocal relations for chemical reactors J. Chem. Phys., 121, pp. 2718–2728 (2004)
- E.P. Gyftopoulos Entropy: An Inherent, Non-statistical Property of any System in any State Int. J. Thermodynamics, 9, pp. 107–115 (2006)
- E.P. Gyftopoulos Building on the Legacy of Professor Keenan. Entropy An Intrinsic Property of Matter in Meeting the Entropy Challenge, An International Thermodynamics Symposium in Honor and Memory of Professor Joseph H. Keenan Held at MIT, October 4-5 (2007), edited by G.P. Beretta, A.F. Ghoniem, and G.N. Hatsopoulos, AIP Conf. Proc. Series, Vol.1033, pp. 124–140 (2008).[17]